# Mouette tridactyle
Rissa tridactyla
Espèce
Statut de conservation UICN

 VU A2abd+3bd+4abd : Vulnérable
La Mouette tridactyle (Rissa tridactyla) est une espèce d'oiseaux de mer de la famille des laridés. Contrairement à la plupart des mouettes et goélands, il s'agit d'une espèce réellement pélagique qui ne s'approche du littoral que pour la reproduction. Celle-ci se déroule généralement au flanc de falaises verticales surplombant directement la mer. Elle ne vit que dans l'hémisphère nord, tant dans le Pacifique que dans l'Atlantique. Avec une population mondiale évaluée à plusieurs millions de couples, il s'agit d'un des oiseaux de mer les plus abondants de l'hémisphère nord.
Les mouettes tridactyles doivent leur nom à leurs pattes, pourvues de seulement trois doigts bien visibles, contre quatre chez les autres laridés (mouettes, goélands). Les nids, collés avec de la boue et des excréments durcis sur de très minimes aspérités des parois, sont extrêmement exigus. Les mœurs s'y prêtent : pas plus de deux œufs, donc deux poussins, contre trois pour les autres mouettes. Cloués à leur « balcon », les jeunes ne peuvent en sortir avant de savoir voler (à six semaines) et ils puisent directement leur ration de poissons prédigérés dans le bec des adultes. Leur plumage devient peu à peu plus foncé, et leur bec plus jaune, à l'approche de l'âge adulte. Deux sous-espèces sont distinguées par leur taille et leur plumage : Rissa tridactyla tridactyla trouvée dans l'Atlantique Nord et Rissa tridactyla pollicaris occupant le Pacifique Nord.

## Description

### Aspect général des adultes

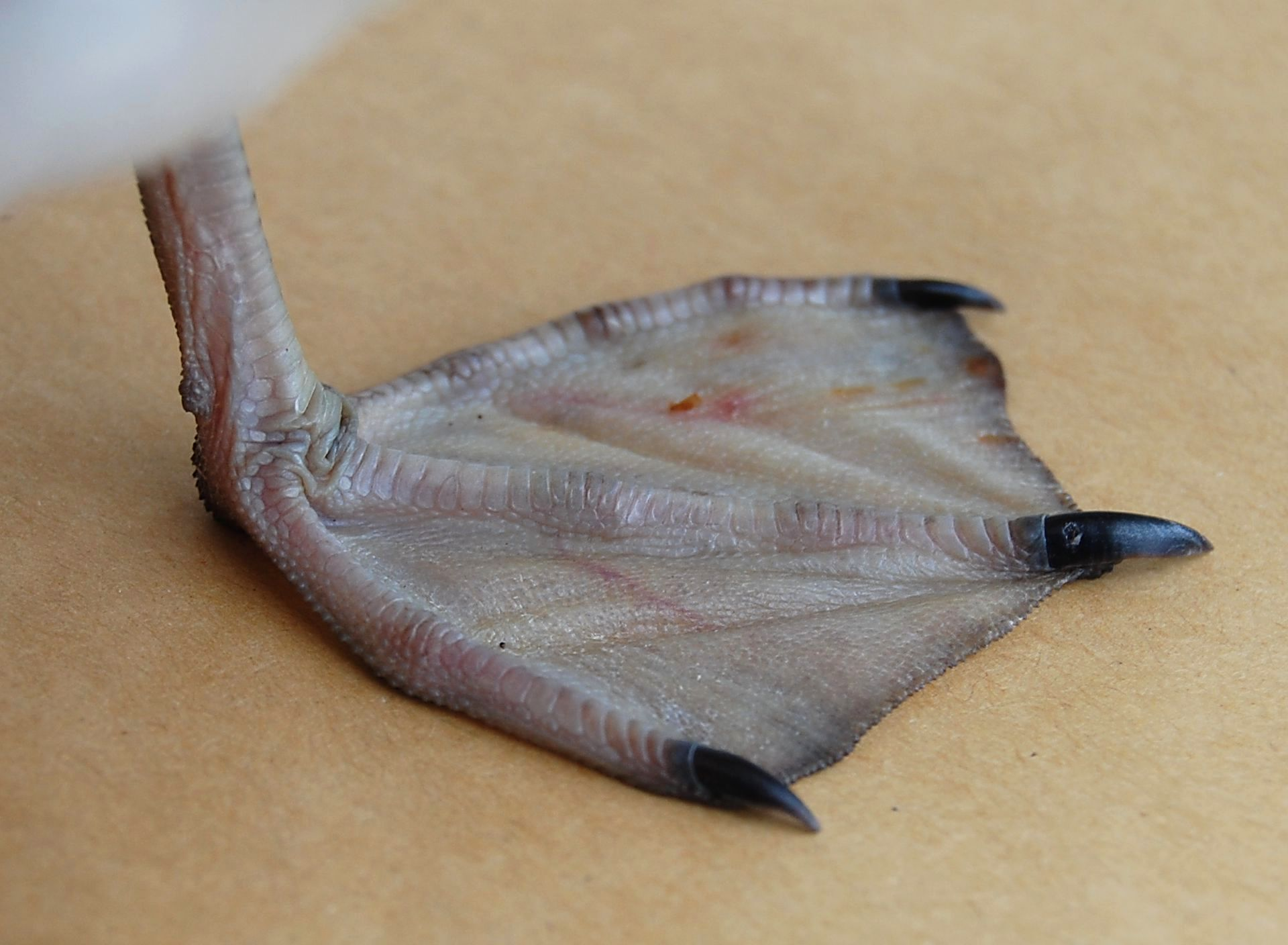
La patte d'une mouette tridactyle ne possède que trois doigts bien développés. Le quatrième, visible au-dessus de l'articulation à l'arrière de la patte sous la forme d'une bosse noirâtre, est très atrophié.

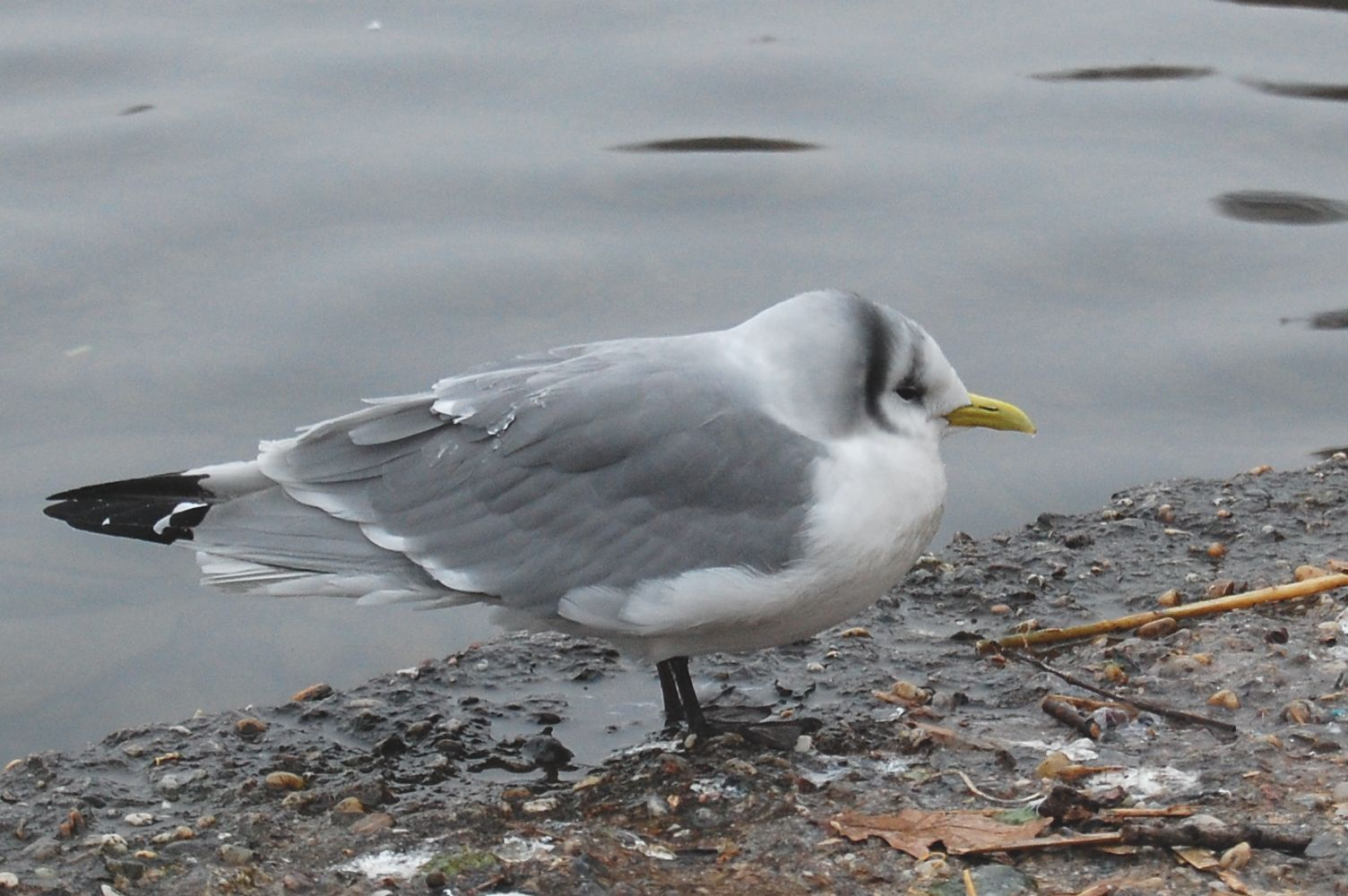
Plumage internuptial de la mouette tridactyle.

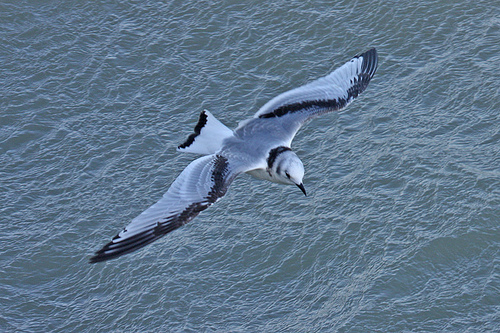
Juvénile de 1er hiver, identifiables par la marque sombre qui dessine de l'extrémité d'une aile à l'autre la lettre « M » ou « W ».

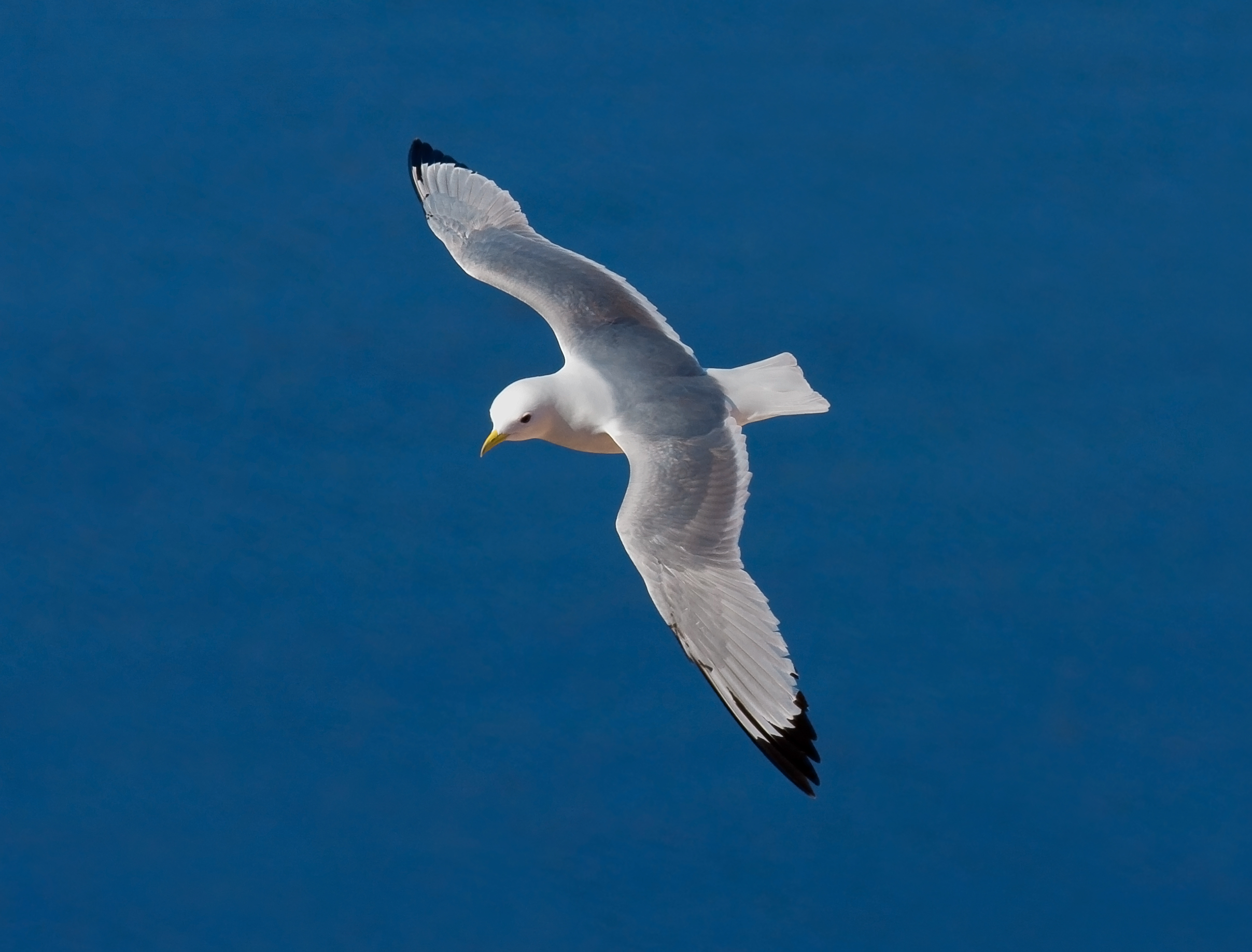
Adulte en vol.

La mouette tridactyle ressemble superficiellement au Goéland cendré par la taille et le plumage gris et blanc mais s'en distingue notamment par la pointe noire des ailes sans tache blanche (miroir blanc) ou de taille modeste (variabilité importante). On a coutume de dire qu'elle a « trempé dans de l'encre » le bout de ses ailes. Cette coloration noire est due à un pigment, la mélanine, utilisé de manière sélective chez les oiseaux pour créer des formes de coloration disruptives et cryptiques (taches grises ou noires permettant la formation de barres, rayures, tâches, intercalées avec des régions de plumes non colorées). La présence de mélanines dans l'extrémité des rémiges primaires a quant à elle pour fonction de mieux protéger cette partie particulièrement exposée à l'abrasion mécanique.
Il n'y a pas de dimorphisme sexuel, mâle et femelle sont en tout point semblables : la différenciation ne peut se faire qu'à l'observation des comportements sexuels. Les mensurations et poids moyens des mâles sont légèrement plus élevés que  chez les femelles.
L'adulte en plumage nuptial présente un manteau gris-bleu clair, des ailes gris clair aux extrémités ornées d'un triangle noir, tandis que le reste du corps, y compris la queue, est blanc. Le bec est d'une teinte jaune. Les pattes courtes, qui lui donnent au sol un air tassé, sont noirâtres et présentent parfois des traces jaunes ou même orange. Des adultes arborant des pattes rouge orangé, plus exceptionnellement rouge vif, sont rares mais réguliers dans l'Atlantique Nord,,. Le nom vernaculaire de cet oiseau en anglais, « Black-legged kittiwake » rappelle cette caractéristique (Black-legged, « aux pattes noires ») ainsi que son cri distinctif et aigu que les Anglo-Saxons divisent en deux parties « kitti » et « wake »
Les iris des yeux sont brun foncé. Une tache grise en arrière de l'œil apparaît en hiver chez l'adulte.
La mue complète se déroule de juin à décembre. L'adulte arbore alors en plumage d'hiver une tache noire en croissant devant chaque œil tandis qu'une autre noirâtre marque l'arrière, la nuque et l'arrière du cou devenant gris-bleu à grisâtres et le bec jaune-verdâtre ; au moment de la reproduction, lorsque l'oiseau l'entrouve, apparaît l'intérieur rouge vif de la gorge.
La mue partielle en mars et avril donne à l'adulte son plumage nuptial plus contrasté.
La mouette tridactyle est vivement colorée au niveau du cercle orbital (rouge), des commissures (orange), de la langue (orange/rose) et du bec (jaune). La couleur des téguments pourrait potentiellement être un signal caroténoïdique reflétant la qualité individuelle (condition corporelle, investissement parental, performances reproductrices) chez les deux sexes.

### Plumage juvénile
Le jeune arbore une tête blanche avec le tour des yeux noir et une tache gris foncé en arrière de ceux-ci, un demi-collier noir sur la nuque, un dos et des épaules gris. Les rémiges externes du juvénile sont noires bordées de blanc à l'intérieur, les petites couvertures brun-noir. Une large bande noirâtre en diagonale sur la base et se prolongeant au bord antérieur jusqu'à l'extrémité donne l'impression que le jeune oiseau porte un grand W ou M noir sur le dos lorsqu'il est vu en vol. La queue blanche porte à son extrémité une barre noire sauf sur les deux rectrices externes, la poitrine et le ventre sont blancs, le bec noir et les pattes brunes.
Il effectue une première mue partielle en octobre et novembre.
Ensuite, lors de son premier hiver, il présente un dessus gris bleu avec quelques plumes brunes mais les colorations des ailes et de la queue ne changent pas avant le deuxième hiver.

### Mensurations
La mouette tridactyle est un laridé de taille relativement modeste, proche de celle de la mouette rieuse. D'une longueur de 37 à 41 cm, cet oiseau a une envergure de 91 à 105 cm pour une masse de 305 à 525 g (400 g en moyenne). L'aile pliée mesure en moyenne 305 mm chez les mâles, 298 mm chez les femelles ; la queue mesure entre 112 à 127 mm ; le bec a une longueur de 33 à 38 mm et le tarse de 33 à 36 mm.

### Espèces similaires
Le goéland cendré ressemble beaucoup à la mouette tridactyle, mais il a des points blancs visibles sur le noir du bout des ailes, et les pattes sont jaune-vert et non noires. De plus, la disposition du noir chez la mouette tridactyle est différente, arrêté perpendiculairement à la ligne moyenne de l'aile. Enfin, cette mouette a une queue échancrée.
Le goéland arctique peut lui aussi être confondu avec la mouette tridactyle, mais il a un point rouge sur le bec, les pattes rose vif et n'a pas de noir au bout de l'aile. Le juvénile de la mouette pygmée ressemble au juvénile de la mouette tridactyle, mais est beaucoup plus petit, avec une calotte noire et un dos beaucoup plus taché de noir.

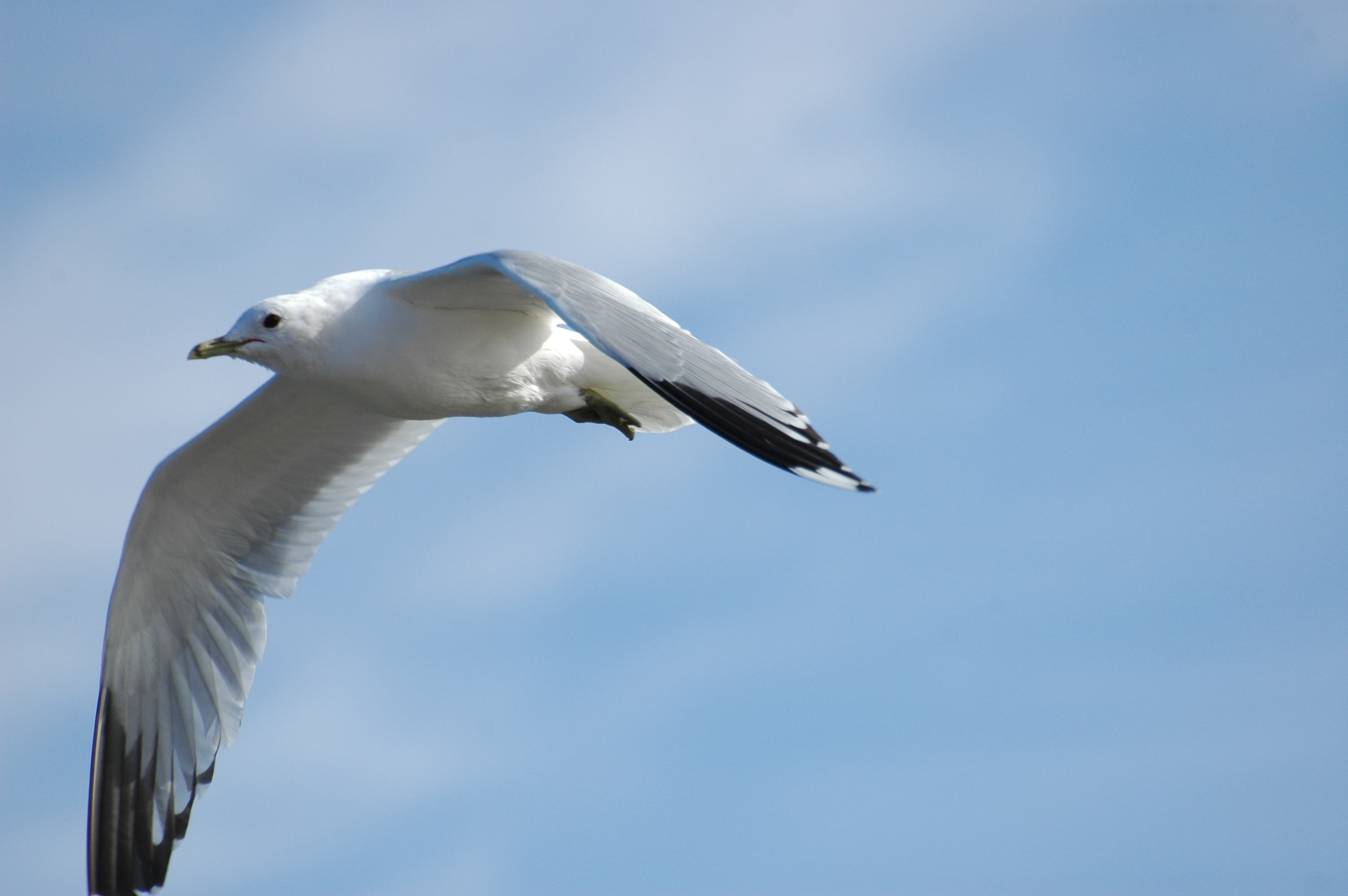
Goéland cendré
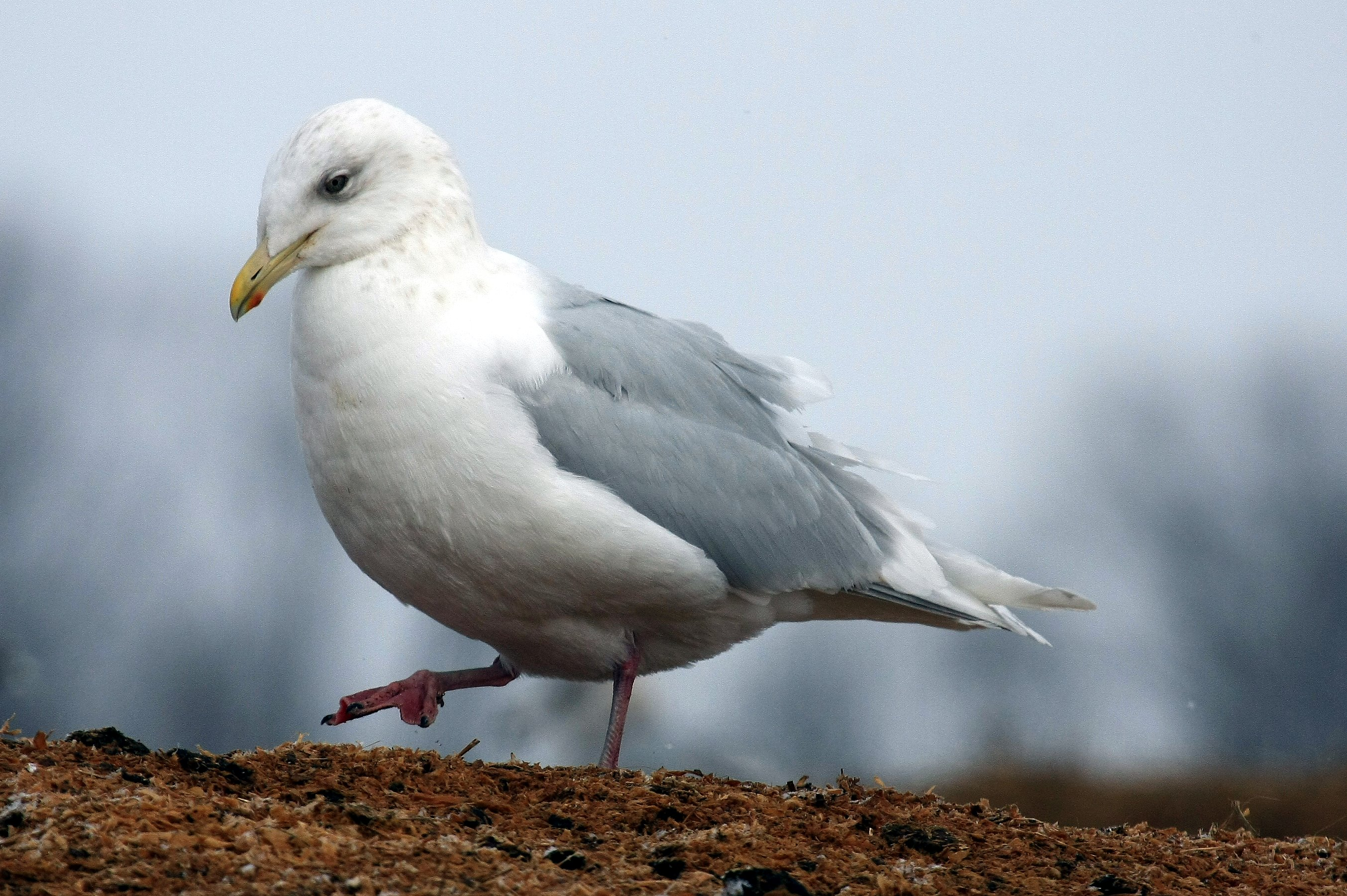
Goéland arctique
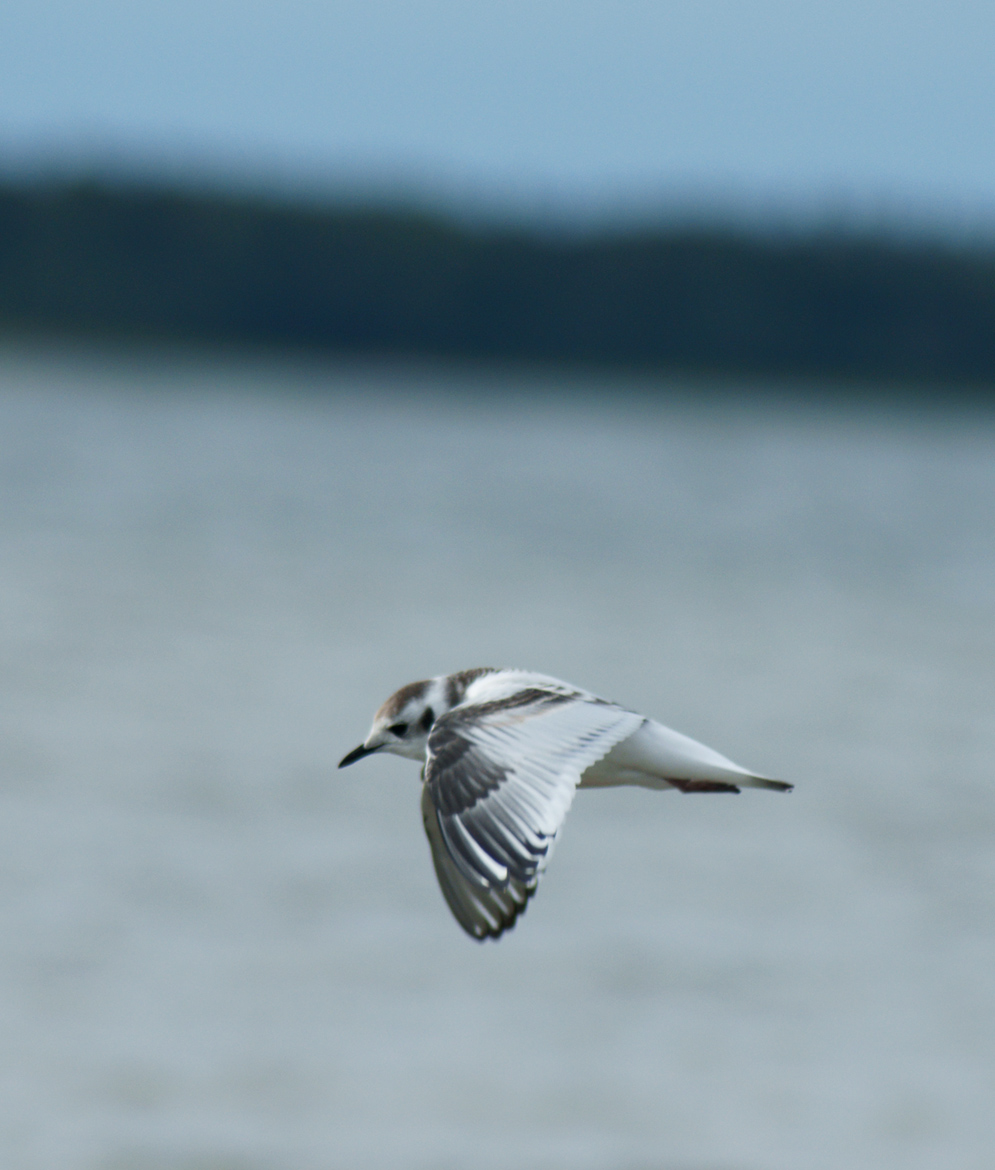
Juvénile de mouette pygmée

## Écologie

### Locomotion
Le vol de la mouette tridactyle est élégant, aisé, et présente quelques ressemblance avec celui des sternes. Par vent fort, l'oiseau tient ses ailes coudées et vole au-dessus des vagues en effectuant des successions de montées et descentes en courbes bien visibles. Il est capable d'atterrir sur de très petites surfaces, même par vents forts.

### Alimentation

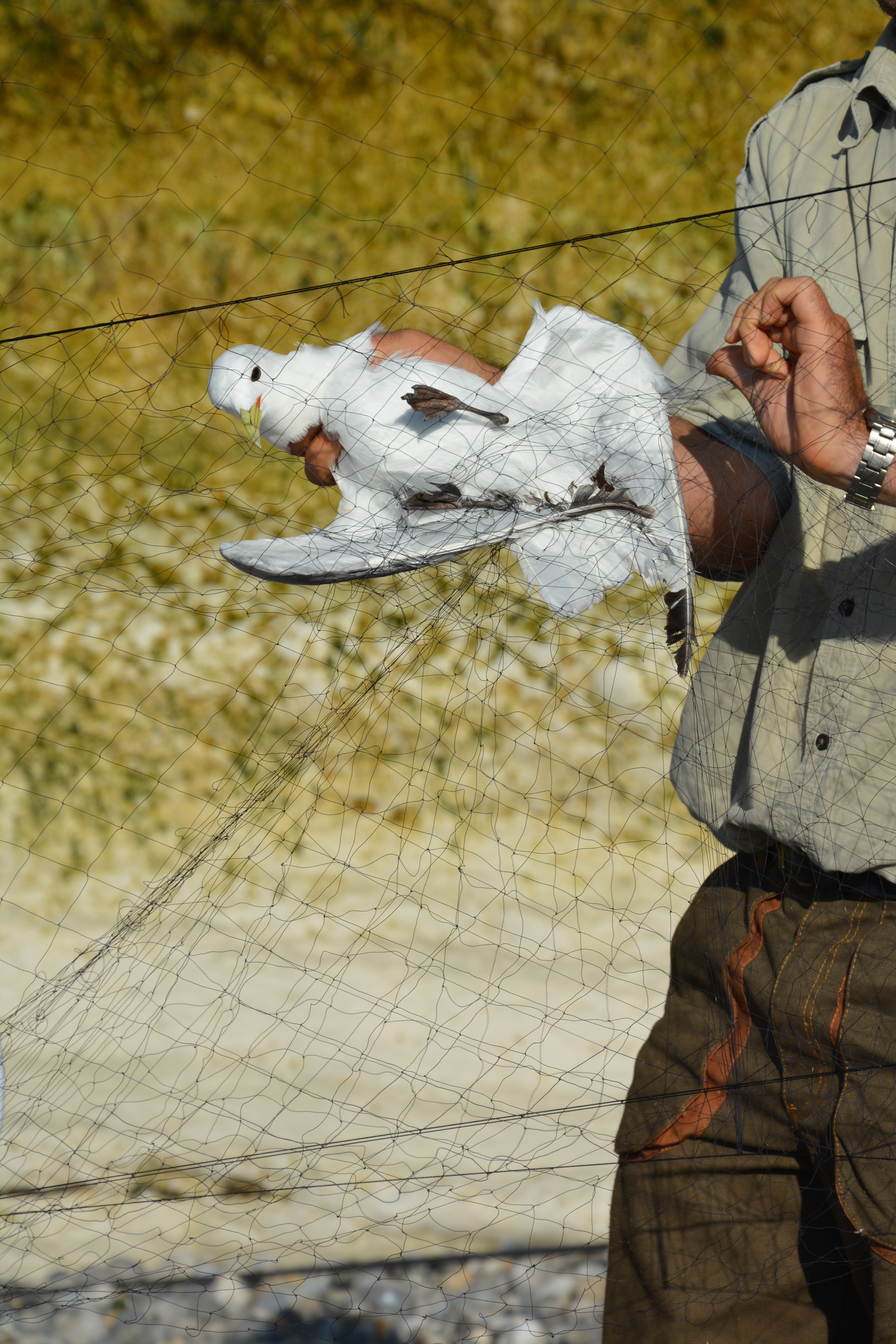
Capture de mouettes tridactyles pour y fixer des balises Argos en vue d'étudier leurs zones d'alimentation au large du Cap Fagnet (Normandie)

La mouette tridactyle se nourrit essentiellement de poissons qui constituent 90 % de son alimentation en période de nidification. Les espèces capturées sont variées : lançons (proies favorites en été, d'une taille moyenne inférieure à 10 cm), gobies, sprats, capelans, orphies, harengs, merlans, morues et lieus noirs notamment. Elle capture aussi des céphalopodes ou des crustacés tels que des crevettes, des balanes et des isopodes.
Aux îles Farne (nord-est de l'Angleterre), en période de reproduction, la mouette tridactyle consomme surtout des poissons (98 %) d'une taille comprise entre 25 et 175 mm : lançons (81 %), clupéidés (10 %) et gadidés (7 %).
Plus occasionnellement, elle peut se nourrir de vers de terre, de petits mammifères, voire de végétaux tels que plantes aquatiques à la dérive, tubercules de pomme de terre ou graines lors de la saison de reproduction. En hiver, il lui arrive de capturer du zooplancton, et elle ne dédaigne pas les déchets de poisson rejetés par les bateaux de pêche.
En période de reproduction, elle pêche assez près des côtes mais peut s'en éloigner jusqu'à une cinquantaine de kilomètres.
Cette mouette utilise deux techniques de pêche : le picorage à la surface en se laissant dériver ou en voletant au-dessus pour des petites proies comme des crustacés, et l'immersion complète mais d'une faible profondeur après un piqué rapide pour des proies plus volumineuses.

### Comportement social

#### Vocalisations
Les cris sont sonores, aigus et nasillards, des sortes de « keh-ouîc » ou « kiti-ouék » répétés, qui ont valu à l'espèce son nom anglais de kittiwake. Ils servent à l'oiseau pour reconnaître à distance son partenaire, les voisins du site de nidification ou encore ses petits.

#### Grégarisme

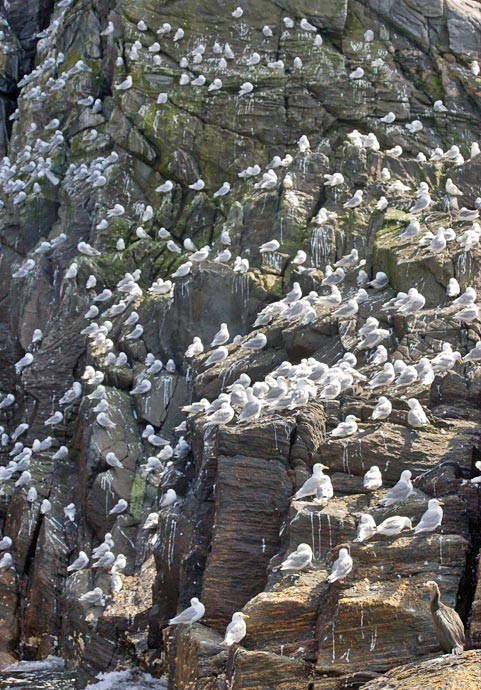
Colonie de mouettes tridactyles en Norvège.

Ces oiseaux nichent en colonies denses. Les plus petites colonies comptent rarement moins de 20 couples et correspondent souvent à des implantations récentes, les plus grandes comportent de 30 000 à 40 000 couples, et même souvent plus de 100 000.
Ce grégarisme se manifeste aussi en vol, ces mouettes se déplaçant souvent en longues files indiennes à quelques mètres au-dessus des vagues, d'un vol rapide et léger.
Sa sociabilité ne se réduit pas à sa propre espèce, et il est commun de voir les colonies de mouettes tridactyles proches de colonies d'autres oiseaux de mer tels que les  Alcidés (guillemots, pingouins ou macareux).
En dehors de la saison de nidification, les oiseaux peuvent être seuls ou en petits groupes, ou se concentrer dans les zones riches en nourriture.

### Prédation
Les œufs de mouettes tridactyles sont essentiellement la proie de corvidés tels que le grand corbeau ou la corneille noire. Les poussins sont quant à eux victimes du goéland argenté, mais dans une proportion moindre. Les nids les moins inaccessibles peuvent être pillés par la fouine ou le vison d'Amérique, mais la plupart du temps, ils sont d'accès trop difficile pour ce type de prédateur. Les mouettes tridactyles sont aussi sujettes au parasitisme par des tiques, notamment Ixodes uriae et Ornithodoros maritimus. Elles souffrent également de cleptoparasitisme, par exemple de la part du Labbe parasite. Une trop forte pression de prédation sur les sites de nidification peut provoquer leur abandon.

### Reproduction

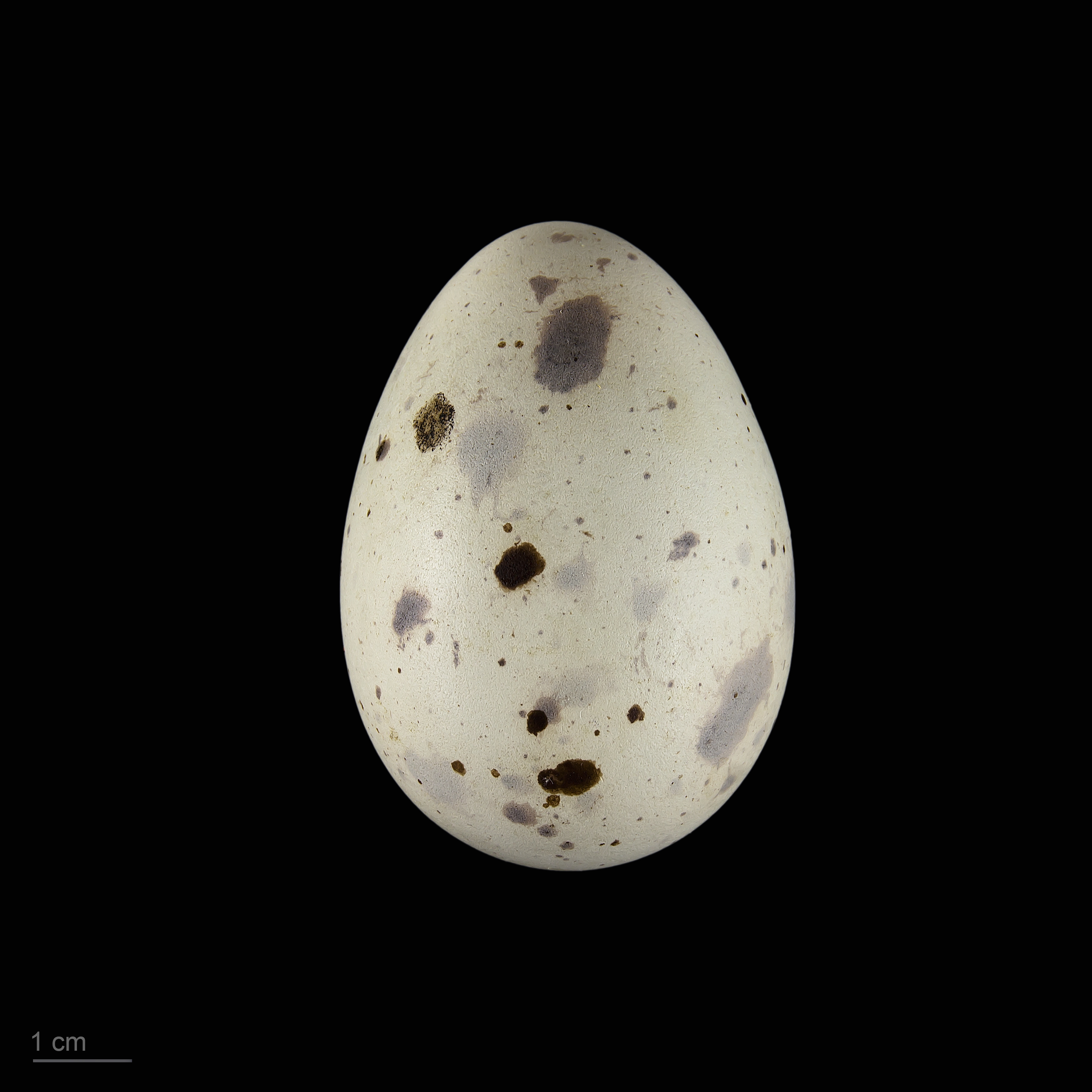
Œuf de Rissa tridactyla - Muséum de Toulouse

Entre janvier et avril, les adultes reviennent de haute mer et regagnent leurs colonies auxquelles ils sont très fidèles. Ce phénomène, nommé « fidélité au partenaire », observé chez une grande diversité d’oiseaux à longue durée de vie, n'est pas absolu : la dissolution d’un couple peut se faire plus souvent après un « veuvage » qu'après un « divorce » (qui est moins une stratégie adaptative lorsque la performance reproductrice est insuffisante qu'une contrainte, ce phénomène étant influencé par des conditions environnementales, par le biais du succès reproductif, et la structure interne des populations, âge, expérience...). Sur des sites en Bretagne, en cas d'échec trop généralisé de la reproduction au niveau de la colonie, le site est très souvent déserté, et adultes et juvéniles optent pour un autre plus propice l'année suivante.
Les colonies sont généralement situées sur les parois de falaises mais l'expansion géographique des populations semble avoir provoqué la colonisation de falaises de plus en plus basses et d'édifices littoraux : d'anciens forts désaffectés sont parfois utilisés mais aussi des façades de maisons et de hangars dominant la mer par exemple. La nidification sur des bâtiments est connue depuis 1928 aux îles Lofoten en Norvège, depuis 1934 en Écosse. Le nombre des colonies urbaines a augmenté avec un total de sept pour 410 couples en 1969 et 1970 en Grande-Bretagne. En France, cette espèce niche sur les rebords de fenêtres d'un ancien fort situé à l'extrémité d'une digue à l'entrée du port de Boulogne-sur-Mer.
Les oiseaux âgés de deux ou trois ans (surtout des mâles proches de leur maturité sexuelle) peuvent rechercher des sites de nidification, le plus souvent des anciens nids et parfois même des nids où se trouvent des jeunes de l'année, mais la première reproduction n'a lieu que vers quatre ou cinq ans (valeurs extrêmes de trois et huit ans).
Les couples se forment à l'emplacement des nids où les oiseaux stationnent peu de temps après leur arrivée. Lors de la parade nuptiale, le mâle incline le corps vers l'avant, redresse et abaisse rapidement la tête en criant afin d'attirer la femelle. Lorsque le bec est largement ouvert, l'orangé vif de la cavité buccale contribue à renforcer l'attention de la partenaire. Puis, toujours face à la paroi, serrés l'un contre l'autre, les deux oiseaux se caressent du bec, agitent la tête et gonflent la gorge.

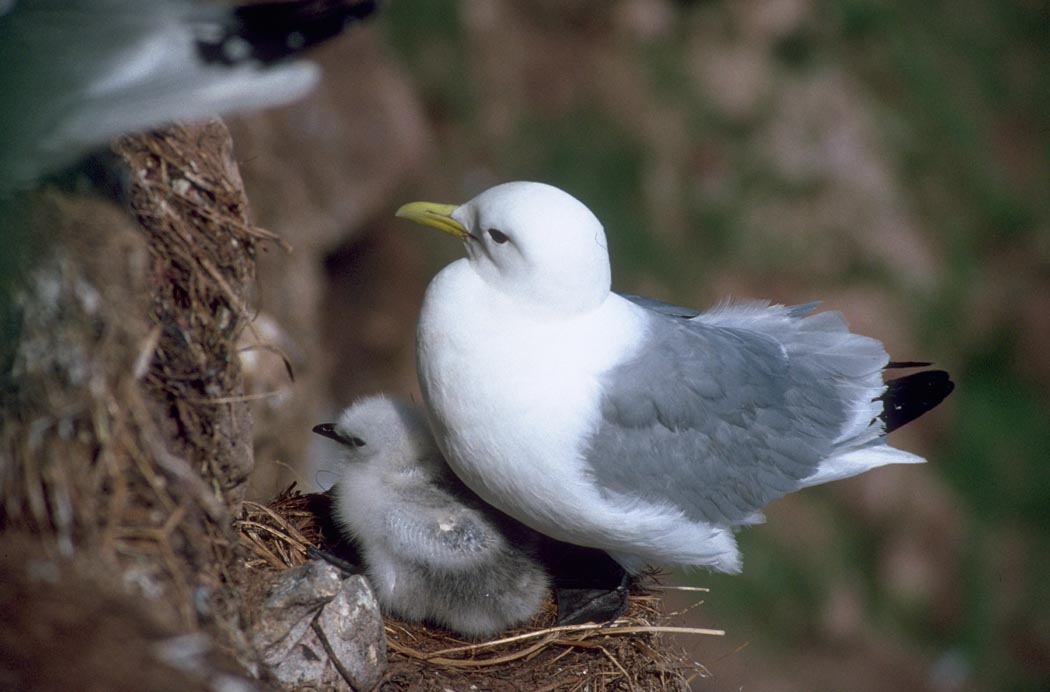
Les nids de mouette tridactyle sont situés très près du vide.

Les matériaux servant à la construction des nids sont collectés parfois loin de ceux-ci (jusqu'à 2,5 km et même 8 km). Les nids sont construits à base de boue, d'herbe, d'algues et de plumes piétinés. Ils sont collés avec de la boue et des excréments durcis sur de très minimes aspérités des parois et sont extrêmement exigus même si les plus anciens peuvent atteindre 80 cm de hauteur et peser 2 à 3 kg (jusqu'à 10 kg en Sibérie).
En mai et juin, la femelle pond le plus souvent deux œufs. En Grande-Bretagne, sur 149 pontes, 10 % étaient constituées d'un seul œuf, 74 % de 2 œufs et 12 % de 3 œufs. Les œufs présentent un fond pâle, gris bleuâtre à olive ou jaunâtre, taché de gris et de brun rouge de manière très variable. Leurs dimensions moyennes sont de 55 mm × 40 mm (valeurs extrêmes 47,1 à 62,5 mm × 35,3 à 44,5 mm) pour une masse moyenne d'environ 45 g lorsqu'ils sont frais. Le premier œuf est plus large que le ou les suivants, l'éventuel troisième étant étroit et allongé. Ceux-ci sont couvés à tour de rôle par les deux parents pendant 26 à 28 jours le plus souvent (valeurs extrêmes de 25 et 32 jours). Les éclosions sont échelonnées et l'intervalle entre celles-ci est en moyenne de 1,3 jour (± 0,7). Les poussins sont semi-nidifuges, comportement rendu nécessaire par la situation des nids. Ils demeurent ainsi la tête tournée vers la paroi bordant le nid et leurs exercices d'entraînement au vol sont également beaucoup plus modérés que ceux des poussins des espèces de la même famille. Un faible taux de nourrissage de la part des parents est à l'origine de la réduction de la nichée, ce qui suggère que des femelles appariées à des mâles de mauvaise qualité diminuent leur investissement parental. Les mouettes tridactyles sont strictement monogames et se reproduisent généralement avec le même individu durant plusieurs années consécutives (itéroparité) mais le taux de paternité hors-couple n’est pas nul.
Les petits prendront leur essor au bout d'une quarantaine de jours, quittant de fait le nid pour la première fois.
Dans les colonies, les cas d'adoption de poussins ne sont pas rares : malgré les risques de tomber à l'eau et de se noyer, ils se déplacent dans d'autres nids lorsque la nourriture vient à manquer, par faim ou risque de caïnisme.

## Systématique

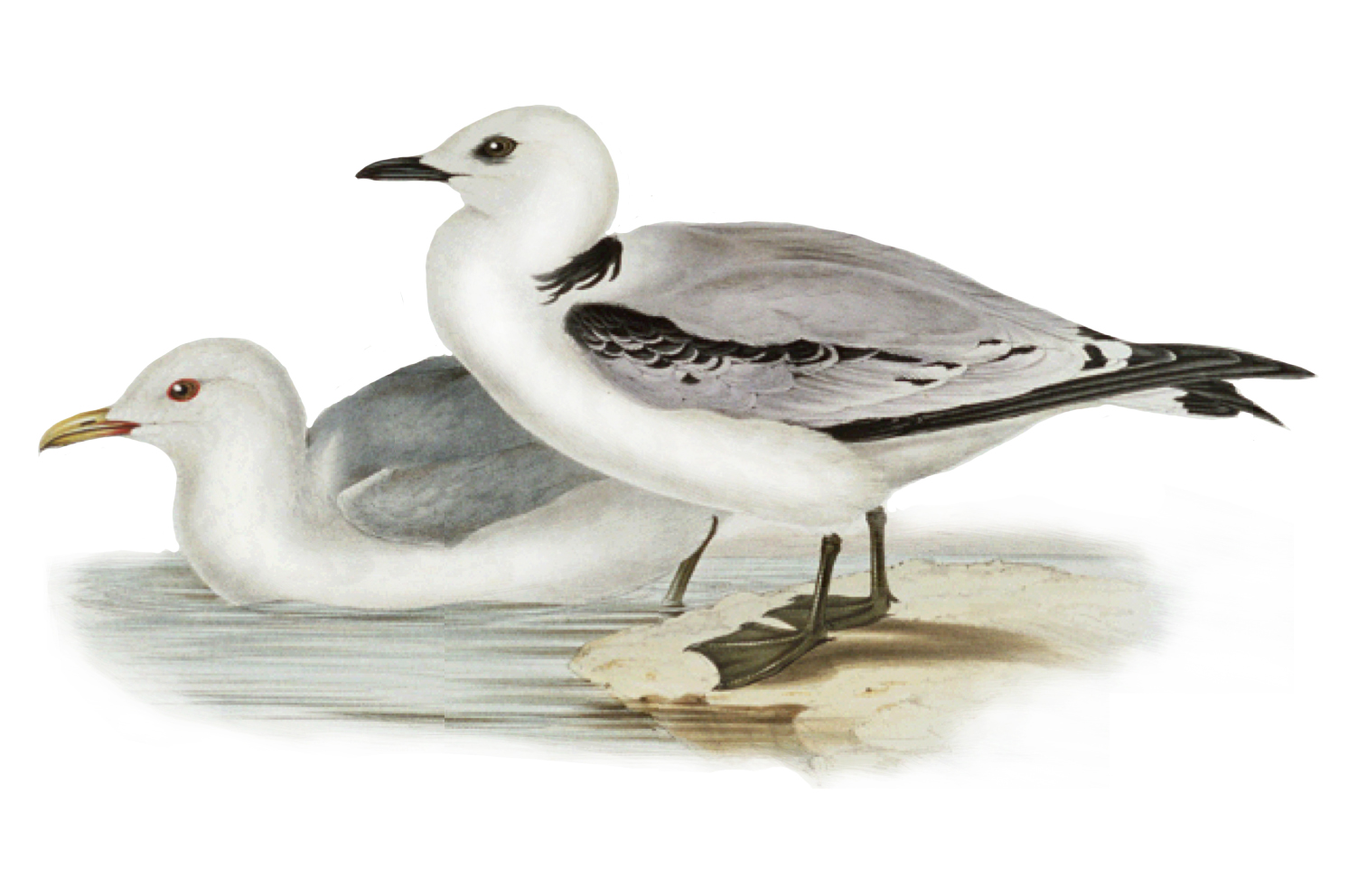
Un juvénile et un adulte par John Gould.

### Étymologie
Le mot « mouette » date du XIVe siècle ; il s'agit d'un diminutif de l'ancien anglais maew ou de l'ancien français maoe, termes qui désignaient ce type d'oiseau. Le terme latin Rissa vient du vieil islandais ritsa, qui désigne spécifiquement la mouette tridactyle, très commune en Islande. Quant aux termes tridactyle et tridactyla, qui ont la même signification, ils dérivent du grec ancien τρεῖς, « trois », et δάκτυλος, « doigt » et font explicitement référence à cette particularité de l'espèce.

### Taxonomie
Décrite sous le nom Larus tridactylus par Carl von Linné en 1753 dans son Systema Naturae, l'espèce s'est vu attribuer de nombreuses autres appellations scientifiques. Elle fut attribuée au genre Rissa en 1826 par James Francis Stephens.

### Sous-espèces
La mouette tridactyle présente une variation géographique. D'après la classification de référence (version 14.1, 2024) de l'Union internationale des ornithologues, le Noddi gris possède 2 sous-espèces (ordre philogénique) :
- Rissa tridactyla tridactyla (Linnaeus, 1758) dans l'Atlantique de l'Ouest de l'Europe au Nord de la Russie et à la péninsule de Taïmyr ;
- Rissa tridactyla pollicaris (Ridgway, 1884), parfois nommée mouette du Pacifique serait essentiellement cantonnée au Pacifique Nord (jusqu'au Japon au Sud) ainsi qu'à la Mer de Béring : cette sous-espèce est plus grande et possède davantage de couleur sombre au niveau des rémiges primaires que la sous-espèce nominale.

La zone de transition entre les deux formes se situerait dans l'Océan Arctique, correspondant à peu près aux populations de la mer des Laptev (Russie), alors que les oiseaux les plus orientaux de l'Arctique, ceux de la mer de Sibérie Orientale et de la mer des Tchouktches, appartiendraient plutôt à la sous-espèce du Pacifique,,.

## Répartition et habitat

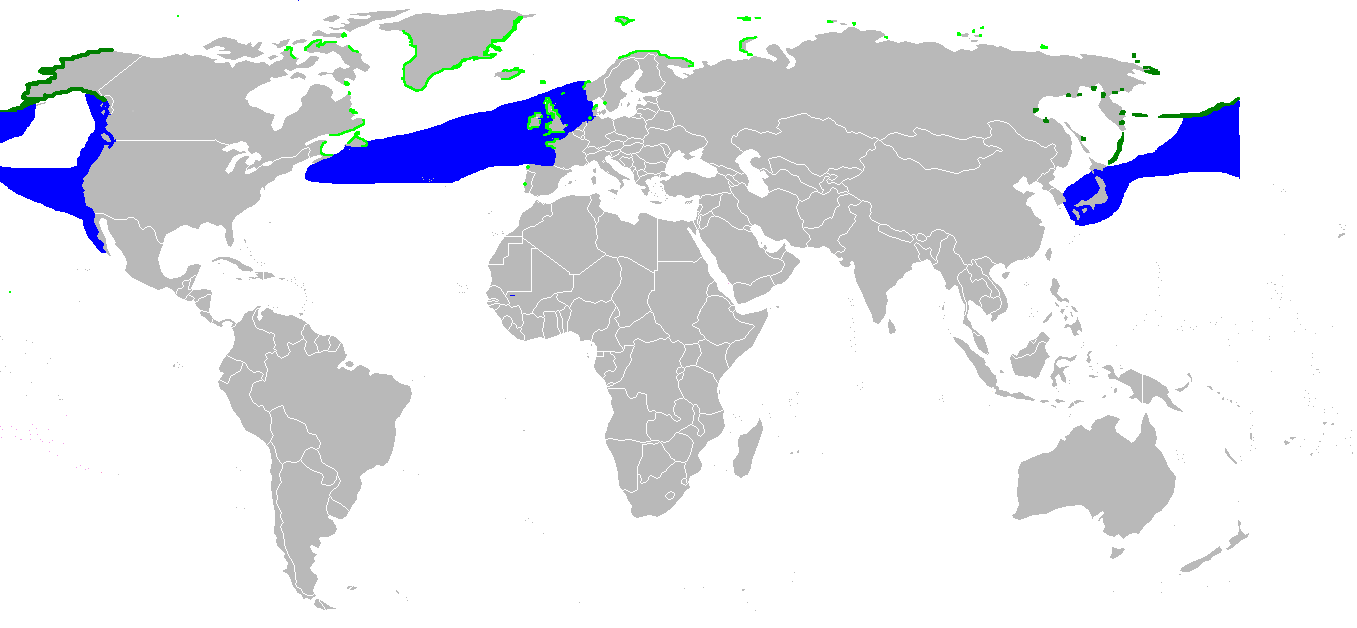
Aire de répartition de la mouette tridactyle
Zone d'hivernage
Zone de nidification de R. t. tridactyla
Zone de nidification de R. t. pollicaris

.
La mouette tridactyle est la plus pélagique des espèces de la famille des laridés. Pendant la période internuptiale (en automne et en hiver), les individus sont dispersés au large dans les zones septentrionales des océans Atlantique et Pacifique.
À partir de la fin de l'hiver et jusqu'à la fin de l'été (période nuptiale), les individus se regroupent pour se reproduire en colonies denses sur les falaises des côtes subarctiques et tempérées, sur les côtes de l’océan Arctique et dans les régions septentrionales des océans Pacifique et Atlantique. Le nid peut parfois être installé sur un glacier ou un banc de neige s'ils recouvrent un site traditionnel de nidification, mais aussi sur des bâtiments publics, des quais, voire sur des zones plates rocheuses ou sableuses, parfois jusqu'à 20 km à l'intérieur des terres.
Lors de la mue, les individus fréquentent davantage les plages de sable, s'il en existe. Le reste de l'année, ils vivent en haute mer, généralement assez loin des côtes, dans les océans Atlantique et Pacifique, au niveau des zones tempérées ou tempérées froides de l'hémisphère Nord.
Les colonies reproductrices de la mouette tridactyle ont une distribution circumpolaire : elle niche sur les rivages des océans Arctique, Atlantique et Pacifique, entre le 40e degré de latitude nord (Portugal) jusqu'à des contrées quasi polaires, légèrement au-dessus du 80e degré de latitude nord (archipel François-Joseph, Svalbard). Des individus erratiques ont cependant été signalés beaucoup plus au sud, notamment au niveau des îles du Cap-vert.
Ainsi, la mouette tridactyle se reproduit en Eurasie de la péninsule Ibérique (depuis 1975 seulement) jusqu'à la Sibérie : on la trouve en Allemagne (une seule colonie dans l'archipel d'Heligoland), au Danemark, en France, en Grande-Bretagne, en Irlande, en Islande, en Norvège et en Russie. Ses sites de nidification incluent aussi le Canada, le nord du Labrador, Terre-Neuve et le Groenland.
Dès la fin de la nidification, à partir de juillet ou août, les mouettes tridactyles commencent à se disperser. Elles se réunissent alors souvent sur des plages pour muer, en groupes nombreux, puis s'éloignent des côtes et gagnent la haute mer. Elles semblent suivre alors les bancs de harengs et de maquereaux, mais aussi les bateaux de pêche et les paquebots. Elles peuvent se concentrer en grand nombre dans les zones d'upwelling ou au niveau de bancs de poissons particulièrement riches. Elles retournent vers les sites de nidification parfois aussi tôt que le mois de janvier, ou plus tard si les conditions climatiques ne sont pas assez clémentes.
L’espèce présente une distribution circumpolaire dans les zones de toundra boréales et un peu dans celles tempérées d'Europe, d'Asie et d'Amérique du Nord

## Population

### Évolution des populations

Histogramme de l'évolution du nombre de couples de mouettes tridactyles en France, entre 1968 et 2000.

La population mondiale de mouettes tridactyle était, en 2009, estimée à 17 ou 18 millions d'individus par BirdLife International, mais bien que d'autres auteurs l'estiment à 5 ou 7 millions de couples seulement, elle reste dans tous les cas un des oiseaux de mer les plus abondants de l'hémisphère Nord,, et le laridé le plus abondant du monde.
Pendant presque tout le XXe siècle (surtout jusqu'aux années 1970), la population européenne a beaucoup progressé. L'unique colonie allemande (Heligoland, où la ré-installation de l'espèce se produit en 1938) comptait 8 couples en 1952, 44 en 1956, 390 en 1971, 1 659 en 1979, 2 650 en 1981 et 4 400 à 5 600 en 1991. Environ 470 000 couples se reproduisaient en 1969 et 1970 en Grande-Bretagne (dont 370 000 en Écosse) et 543 000 en 1991.
Mais les populations européennes accusent une régression depuis les années 1990, notamment en Norvège, au Groenland, au Royaume-Uni. BirdLife International estimait cependant en l'an 2000 que cette population comptait encore de 2 à 3 millions de couples, et la classait dans la catégorie « sécurisée ».
Les plus grandes colonies européennes se situent en Islande (631 000 couples), en Norvège (300 000 à 600 000 couples) et sur le Svalbard (265 000 à 275 000 couples.

### Longévité et taux de survie
Bien que cette espèce soit supposée vivre une dizaine d'années, le record européen de longévité est de 28,5 ans pour un individu bagué retrouvé mort à cause d'un mazoutage.
Pour une raison encore non déterminée en 2004, le taux de survie des mouettes tridactyles adultes est beaucoup plus faible pour les populations européennes que pour celles de l'Alaska (80 % contre 93 %).

## La mouette tridactyle et l'homme
Les immenses volées tournoyantes de mouettes tridactyles sont très connues des pêcheurs, auxquels elles signalent, par leurs cris et leurs manèges, la présence de bancs de poissons.

### Menaces
Les populations de mouettes tridactyles européennes ont subi depuis les années 1990 une régression modérée. Les principales menaces pesant sur l'espèce sont la diminution des ressources en nourriture, notamment en raison de la surexploitation des ressources maritimes par l'homme, mais aussi la pollution marine par les hydrocarbures. Cette espèce est de plus chassée au Groenland.

### Statut de préservation
Cette espèce est protégée en France par l'arrêté du 29 octobre 2009, mais aussi en Belgique, ainsi que dans toute l'Europe par la Convention de Berne, en annexe III. Elle est aussi protégée en Amérique du Nord par la Convention concernant les oiseaux migrateurs.
Après avoir été classée par l'UICN dans la catégorie LC (préoccupation mineure) en 2010 (du fait de sa population importante et de sa grande aire de répartition), la mouette tridactyle est déclassée au statut VU (vulnérable) en 2017 (du fait de son déclin rapide au cours des trois dernières générations et de sa poursuite annoncée).